# Ессен (Гронінген)
Ессен (нід. Essen) — селище в нідерландській провінції Гронінген. Входить до муніципалітету Гронінген. Розташоване між містами Гронінген і Гарен.
1215 року у селищі буи заснований монастир, який було 1594 року закрито в рамках Реформації. Наразі селище складається із близько 20 ферм.